# Château de Wrangelsburg
Le château de Wrangelsburg (Schloss Wrangelsburg) est un château allemand bâti en 1880 et situé à Wrangelsburg dans l'arrondissement de Poméranie-Occidentale-Rügen. Il appartient aujourd'hui à la commune de Wrangelsburg.

## Historique

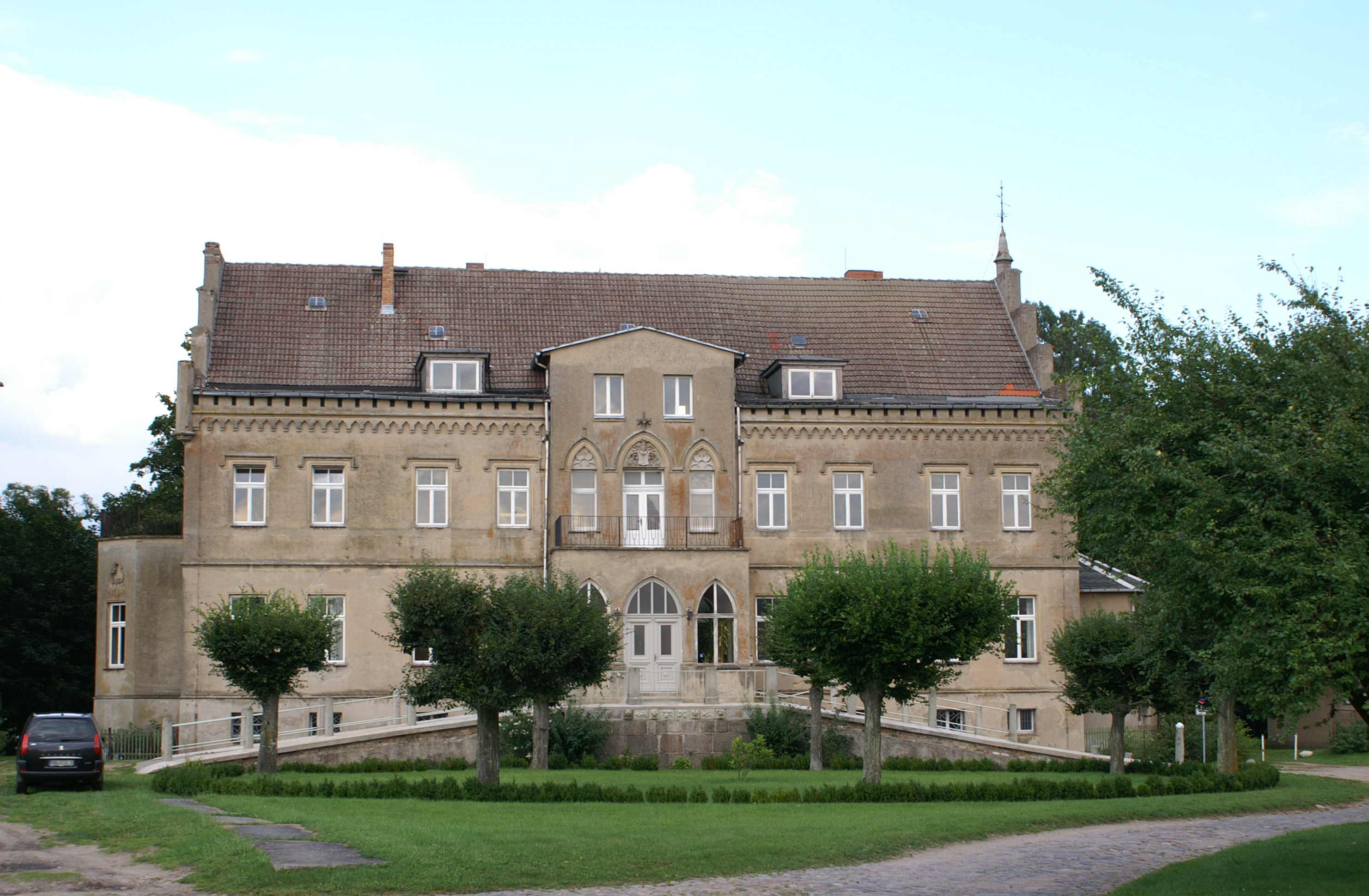
Façade d'honneur du château

L'endroit, appelé alors Vorwerk, est d'abord un fief de la famille von Neuenkirchen depuis 1345. Christoph von Neuenkirchen fait construire vers 1600 un château Renaissance après un incendie qui détruit l'ancien château, mais il est détruit pendant la guerre de Trente Ans. Les terres entrent en possession de la famille von Wrangel en 1643 et reçoivent l'appellation de Wrangelsburg dix ans plus tard.
Carl Gustav von Wrangel, gouverneur de la Poméranie suédoise, fait construire en 1652 un nouveau château baroque sur les restes de l'ancien, sa résidence principale étant auparavant au château de Wolgast. Il fait appel à un architecte originaire d'Erfurt, Casper Vogell qui avait dessiné les plans du château de Friedenstein à Gotha.
Le château est flanqué de deux ailes et sa haute toiture est décorée de pignons à la hollandaise. Des fontaines ornent le jardin. Casper Vogell, qui doit retourner à Erfurt, laisse le chantier à son gendre Barthel Volkland qui est responsable de la charpente et des ouvrages de bois. Les stucs sont l'œuvre d'Antonius Lohr assisté de Nils Erikson qui ont décoré aussi le château de Spyker, propriété et résidence principale de Wrangel par la suite.
Le château est endommagé par la guerre suédo-brandebourgeoise de 1674-1679 en 1677 et par un incendie en 1686. Le château change alors plusieurs fois de mains. Ainsi en 1770, Malte Friedrich von Putbus démolit une partie du château. Celui-ci appartient ensuite à la famille von Normann qui demeure dans son château de Krebsow, près de Groß Kiesow.
August Wilhelm Homeyer achète le domaine en 1862. Son fils, Carl Leopold von Homeyer (la famille a été anoblie en 1865) fait reconstruire le château en 1880 en gardant quelques éléments de l'ancien, comme les têtes de putti au-dessus de la rampe de la façade d'honneur et les fondements du milieu. Le château est construit en style pseudo-gothique avec des pignons à échelons. On remarque le blason de Homeyer représentant des épis de blé.

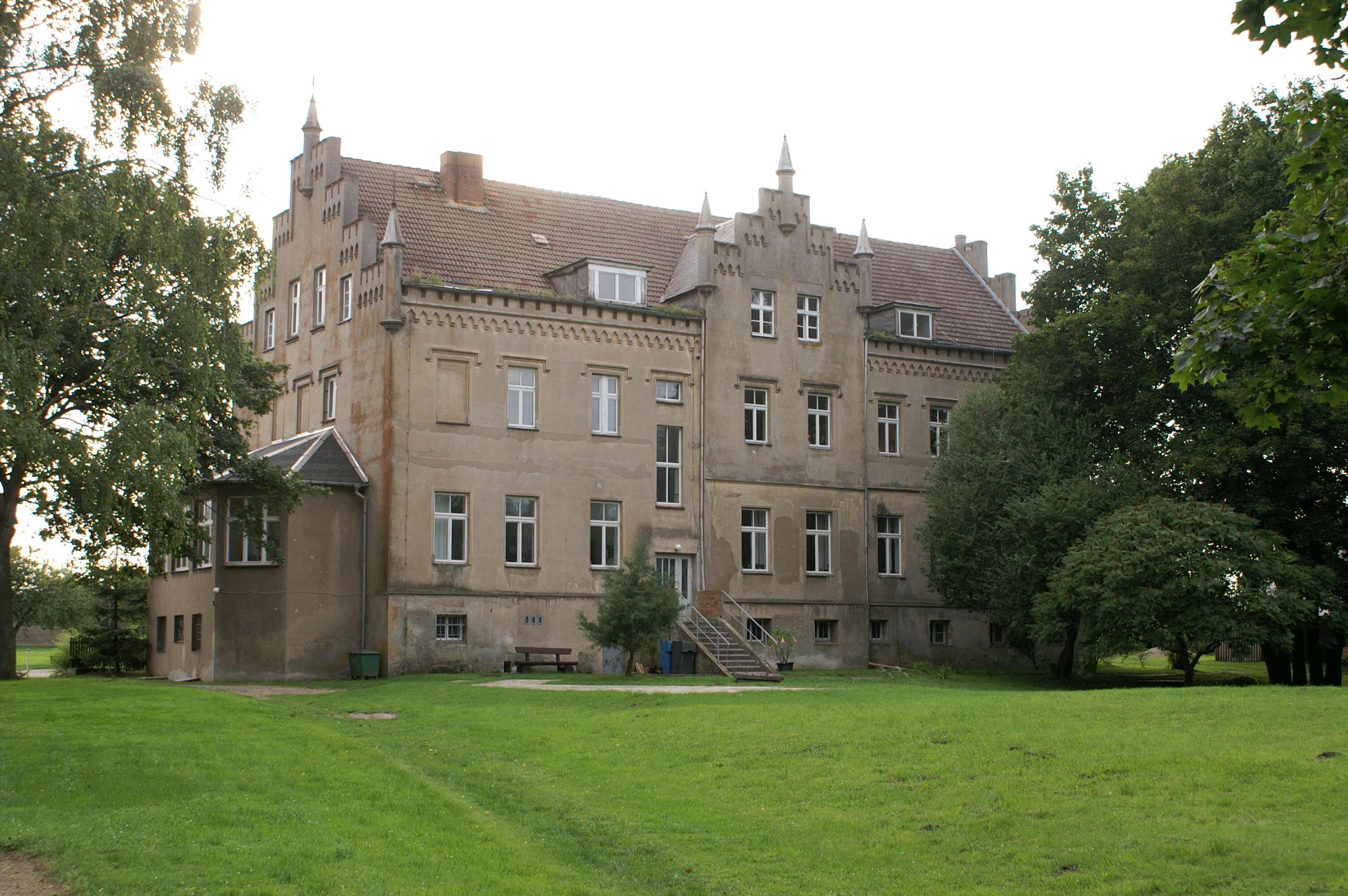
Vue du château du côté du parc

Le château échoit par héritage à Karz von Kameke en 1929. La famille en est expulsée en 1945, lorsque l'administration militaire soviétique s'y installe. On y aménage ensuite une maison de soins, puis un foyer pour l'enfance. Le château est acheté en 1999 par la commune qui l'utilise pour ses services administratifs et pour des expositions, ainsi que pour la location de salles de réception. Une partie des anciens communs est aujourd'hui habitée.
Le château donne au sud sur un parc romantique à l'anglaise qui remplace un jardin baroque avec fontaines et fabriques. On y remarque les sapins de Douglas les plus anciens d'Allemagne plantés en 1841.

## Source
- (de) Cet article est partiellement ou en totalité issu de l’article de Wikipédia en allemand intitulé « Schloss Wrangelsburg » (voir la liste des auteurs).